# オーストリア法学協会

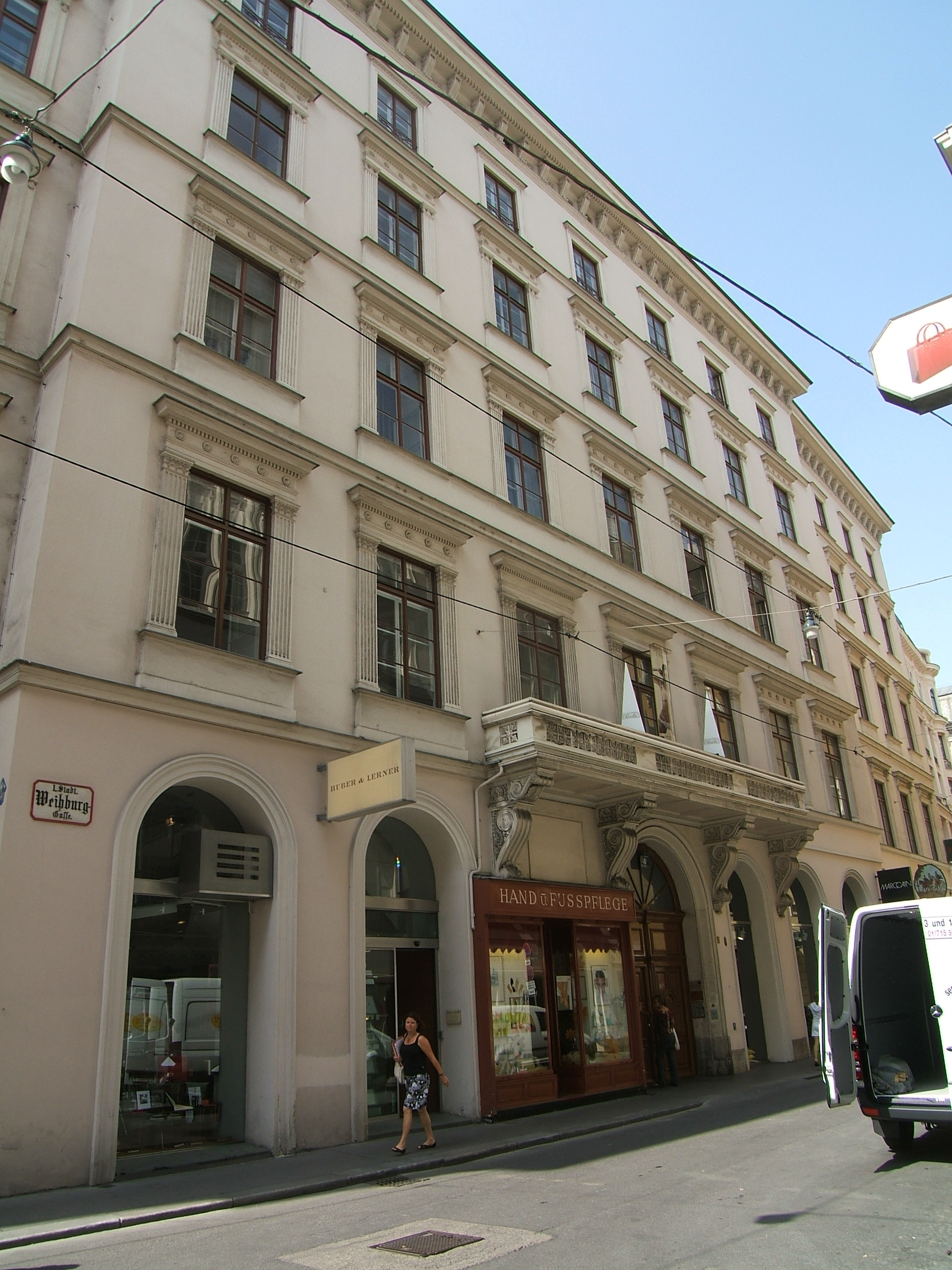
弁護士会のオフィスがあるパレペレイラという建物

オーストリア法学協会（ドイツ語: Juristenverband）は、ウィーンに拠点を置き会員約2500人を抱えるオーストリアでも最大規模の法律家の民間組織。
オーストリア法学協会は、リーガルコミュニティーにおいて特に定期総会と年に一度ウィーンのホーフブルク宮殿にて開催される法律家の舞踏会（ドイツ語: Juristenball）で知られている。Nova & Variaという雑誌が会員に無料で配布されている。協会の目的は、会員の政治的利益の表明、継続教育、社会活動、および慈善活動を行っている。 

## 歴史
オーストリア法学協会は、連合軍軍政期のウィーンの弁護士グループまで遡る。1948年9月13日、ウィーンの弁護士候補生のグループが、ウィーン弁護士候補生協会(the Vienna Association of attorney candidates)を設立した。その協会のメンバーのほとんどが弁護士になったことを機に、1951年、協会はオーストリア法学協会 – 弁護士候補生協会(the Austrian Lawyers Association – Association of Attorney candidates)と改名された。1988年より、協会は、オーストリア法学協会として運営されている。 

## 組織
協会についてのオーストリアの法律に基づき、オーストリア法学協会は、総会、会長と理事会、仲裁および監査委員会を通して活動している。オーストリア法学協会の理事会は2019年3月1日に総会にて再選された。 2019年3月1日の総会では新しい会長としてアレクサンダー太陽ショイビンマーが選出された。また、ショイビンマーは、2020年12月11日に行われた総会において、次期の会長として再選された。
オーストリア法学協会は、5つの組織で構成されている。弁護士候補生クラブは、550人の会員をかかえ、弁護士候補生組織の中でも一番大きなものとなっている。また、弁護士クラブは、数ある弁護士組織の中でも一番大きなクラブであり、クラブ2000と合わせると、1200人以上もの弁護士が所属していることになる。司法クラブは、約300人の裁判官、裁判官候補生、検察官、大学教授、助手、司法実習生と法学生で構成されている。一般法学クラブは、450人以上の公証人、公証人候補生、会計士/タックスコンサルタントを含む公務員で構成されている。オーストリア法学協会は元々4つの組織を抱えて1951年から存在し、クラブ2000は最後に加えられた。それぞれのクラブには、議長がおり総会の幹部会において、公的な場、特に州当局でクラブの利益を主導する勤めを果たしている。 